# Sisyphini
Sisyphini – plemię chrząszczy z rodziny poświętnikowatych i podrodziny Scarabaeinae. Obejmuje ponad 100 opisanych gatunków. Większość występuje w krainie etiopskiej, ale znane są także z krain: orientalnej, palearktycznej i neotropikalnej.

## Morfologia
Chrząszcze te odznaczają się stosunkowo krótkim, bocznie zwartym ciałem. Głowa zaopatrzona jest w czułki zbudowane z ośmiu członów. Boki ciała są spłaszczone, co szczególnie dobrze widać na przedpleczu. Zarys pokryw jest na przedzie szeroki, zaś z tyłu ostro zwężony ku wierzchołkowi. Odnóża przedniej pary są grzebne, środkowej i tylnej pary zaś wyraźnie długie, o niemal połowach ud widocznych od góry i rozszerzonych ku szczytom goleniom. 

## Ekologia i występowanie

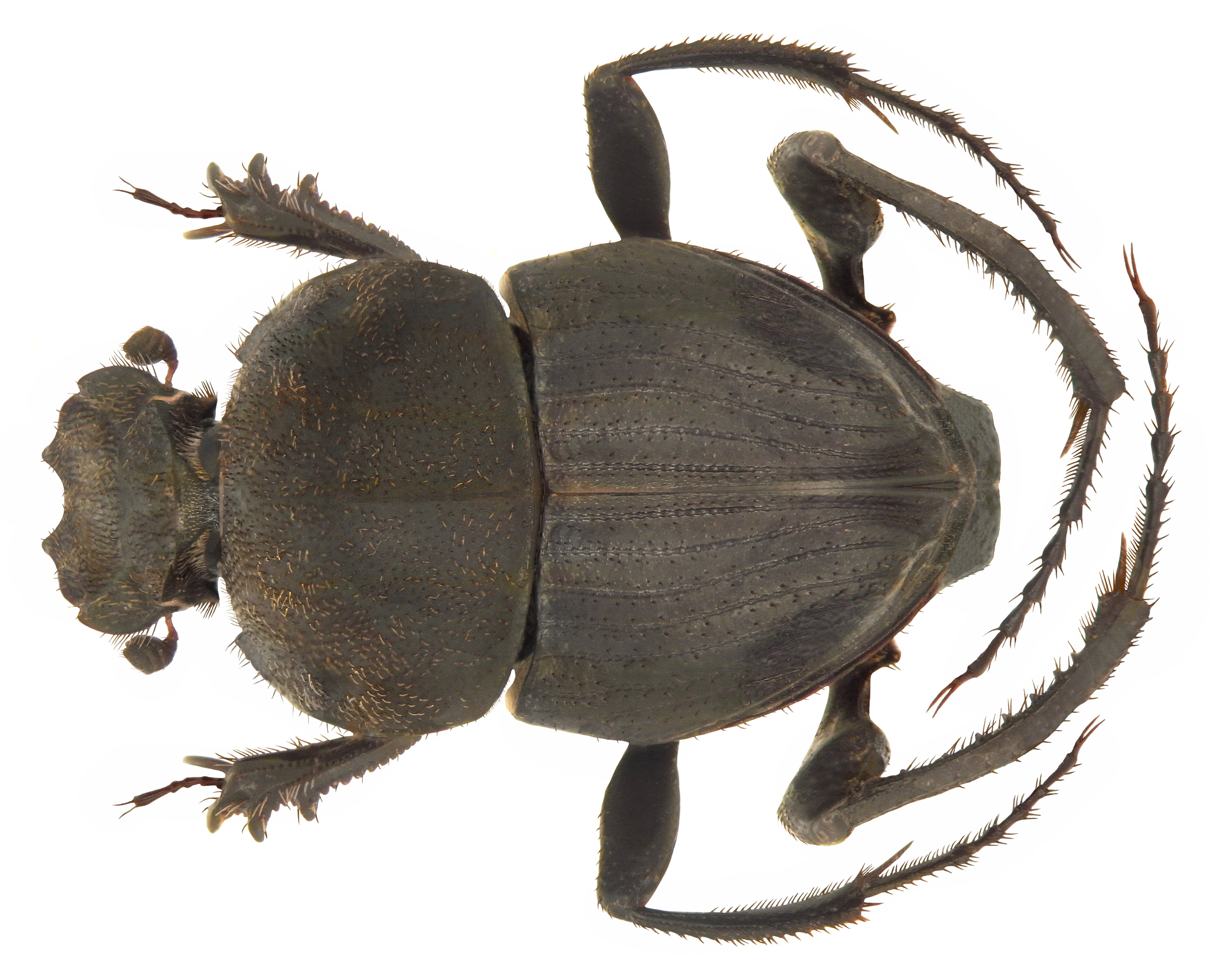
Sisyphus schaefferi, jedyny gatunek palearktyczny

Zarówno larwy jak i postacie dorosłe są koprofagami żerującymi na odchodach różnych ssaków. Osobniki dorosłe wszystkich gatunków aktywne są w ciągu dnia. Po dobraniu się w pary oboje rodzice formują kulkę z odchodów, którą następnie wspólnie toczą. Samiec pcha ją za pomocą odnóży tylnych, a samica ciągnie za pomocą odnóży przednich. Po znalezieniu odpowiedniego miejsca wykopywane jest gniazdo w postaci krótkiego chodnika zakończonego komorą lęgową. Do komory samica zaciąga nawóz, gdzie ponownie go formuje i składa doń pojedyncze jajo. Gniazdo jest następnie zakopywane. Rozwój larwy ma miejsce w komorze lęgowej.
Plemię ma szeroki zasięg geograficzny, jednak centrum jego rozsiedlenia znajduje się w krainie etiopskiej, gdzie występuje większość, bo ponad 80 gatunków. 4 gatunki są endemitami Mauritiusu. Krainę orientalną zamieszkuje 17 gatunków, zaś neotropikalną 2 gatunki ograniczone do Ameryki Centralnej. W krainie palearktycznej występuje tylko Sisyphus schaefferi – gatunek dawniej notowany w Polsce na dwóch stanowiskach, jednak współcześnie listowany jako wymarły w tym kraju.

## Taksonomia
Plemię to wprowadził w 1842 roku Étienne Mulsant jako takson monotypowy, obejmujący tylko rodzaj syzyf (Sisyphus). W 1942 roku Josef Müller podzielił ten rodzaj na dwa podrodzaje – Sisyphus s.str. o kompletnej listewce bocznej przedplecza oraz Sisyphus (Neosisyphus) o listewce bocznej przedplecza niepełnej. W 1946 roku Jean Vinson wprowadził nowy rodzaj, Nesosisyphus, obejmujący gatunki endemiczne dla Mauritiusa, który później włączono w poczet plemienia. W 1991 roku Enrico Barbero, Claudia Palestrini i Mario Zunino wyróżnili dwa dodatkowe podrodzaje rodzaju syzyf – Indosisyphus i Parasisyphus. W pierwszej dekadzie XXI wieku zaczęto traktować poszczególne podrodzaje Sisyphus jako odrębne rodzaje, aczkolwiek formalnego wyniesienia Neosisyphus do rangi rodzaju dokonał dopiero Olivier Montreuil w 2015 roku. Analizy molekularne Michaela T. Monaghana i innych z 2007 roku, Sukoluhle Mlambo i innych z 2015 roku oraz Siergieja Tarasowa i Dimitara Dimitrowa z 2016 roku jako najbliższego krewnego Sisyphini wskazywały rodzaj Epirinus, w związku z czym ci ostatni zaproponowali w 2016 roku włączenie go w skład tego plemienia. Zasadność takiego kroku podważali Gimo M. Daniel i inni w pracy z 2018 roku. W 2019 roku Daniel i inni opublikowali wyniki molekularnej analizy filogenetycznej, na podstawie której rodzaj Epirinus umieścili w monotypowym plemieniu Eprinini, a rodzaj Sisyphus podzielili na trzy podrodzaje: Sisyphus s.str., Sisyphus (Neosisyphus) i Sisyphus (Parasisyphus) (powrót do rangi podrodzaju). Analiza ta uwzględniała jednak wyłącznie gatunki zamieszkujące RPA.